# Rocco Baldelli
Pour les articles homonymes, voir Baldelli.
Rocco Daniel Baldelli, né le 25 septembre 1981 à Woonsocket (Rhode Island) aux États-Unis, est un joueur de baseball américain évoluant à la position de voltigeur en Ligue majeure de baseball de 2003 à 2010.

## Carrière
Rocco Baldelli est un choix de première ronde des Devil Rays de Tampa Bay en 2000. Dans les années qui suivent, il est considéré par Baseball America comme le principal joueur d'avenir de cette organisation. Grady Little, manager des Red Sox de Boston à l'époque, va jusqu'à comparer Baldelli à Joe DiMaggio, légendaire joueur de baseball lui aussi d'origine italienne.
Le jeune voltigeur de centre fait ses débuts dans les majeures avec cette équipe le 31 mars 2003. Il obtient lors de cette rencontre son premier coup sûr dans les grandes ligues, un double aux dépens du lanceur des Red Sox de Boston, Pedro Martinez. Il claque son premier coup de circuit en carrière le 30 avril au Metrodome de Minneapolis contre Brad Radke des Twins du Minnesota.
Baldelli impressionne à sa saison recrue : il complète l'année 2003 avec une moyenne au bâton de ,289 en 156 parties, frappant 184 coups sûrs, dont 11 circuits, et totalisant 78 points produits. Il réussit de plus 27 but volés en 37 tentatives de vol. Ces nombres de coups sûrs, de points produits et de but volés sont toujours ses plus élevés en carrière pour une seule saison. À la fin de la campagne, il termine troisième au vote déterminant la recrue par excellence de la Ligue américaine, derrière le lauréat Angel Berroa des Royals de Kansas City et Hideki Matsui des Yankees de New York.
En 2004, Baldelli frappe pour ,280 avec un nouveau record personnel de 16 circuits. Il produit 74 points et vole 17 buts. De plus, il diminue grandement la fréquence à laquelle il est retiré sur des prises, avec 88 retraits de la sorte comparativement à 128 la saison précédente.
En novembre de la même année, Baldelli se blesse au genou en jouant au baseball avec son frère devant la maison familiale. En 2005, il joue en ligues mineures afin de retrouver la forme et revenir avec les Devil Rays. Cependant, une autre blessure, cette fois au coude, fera en sorte qu'il ne reviendra pas dans les majeures cette année-là. La blessure au coude entraîne une opération de type Tommy John, un type de chirurgie habituellement réservée aux lanceurs, et rarement aux joueurs de position.
De retour dans les majeures durant la saison 2006, Baldelli dispute 92 matchs avec Tampa, et il frappe pour ,302 de moyenne, avec 16 circuits, 57 points produits et dix vols de but.
Une blessure au muscle ischio-jambier de la jambe gauche tient le joueur des Devil Rays à l'écart du jeu au cours des deux premiers mois de la saison de baseball 2006. Puis, le même type de blessure met fin à sa 2007, durant laquelle il ne joue que 35 parties, dès le mois de mai. Rocco Baldelli apprend plus tard qu'il est atteint de myopathie mitochondriale, une affliction qui cause la dégénérescence du tissu musculaire.
Après n'avoir joué que 28 parties au cours de la saison 2008, le voltigeur est quand même ajouté à l'effectif des Rays de Tampa Bay, qui remportent le premier championnat de division de leur histoire, pour les séries éliminatoires. En Série de championnat de la Ligue américaine entre Tampa Bay et Boston, il frappe un coup de circuit de trois points contre les Red Sox dans le troisième match de la série, finalement remportée par les Rays en sept rencontres. Il dispute la Série mondiale 2008 contre Philadelphie, mais Tampa Bay s'incline en cinq matchs.

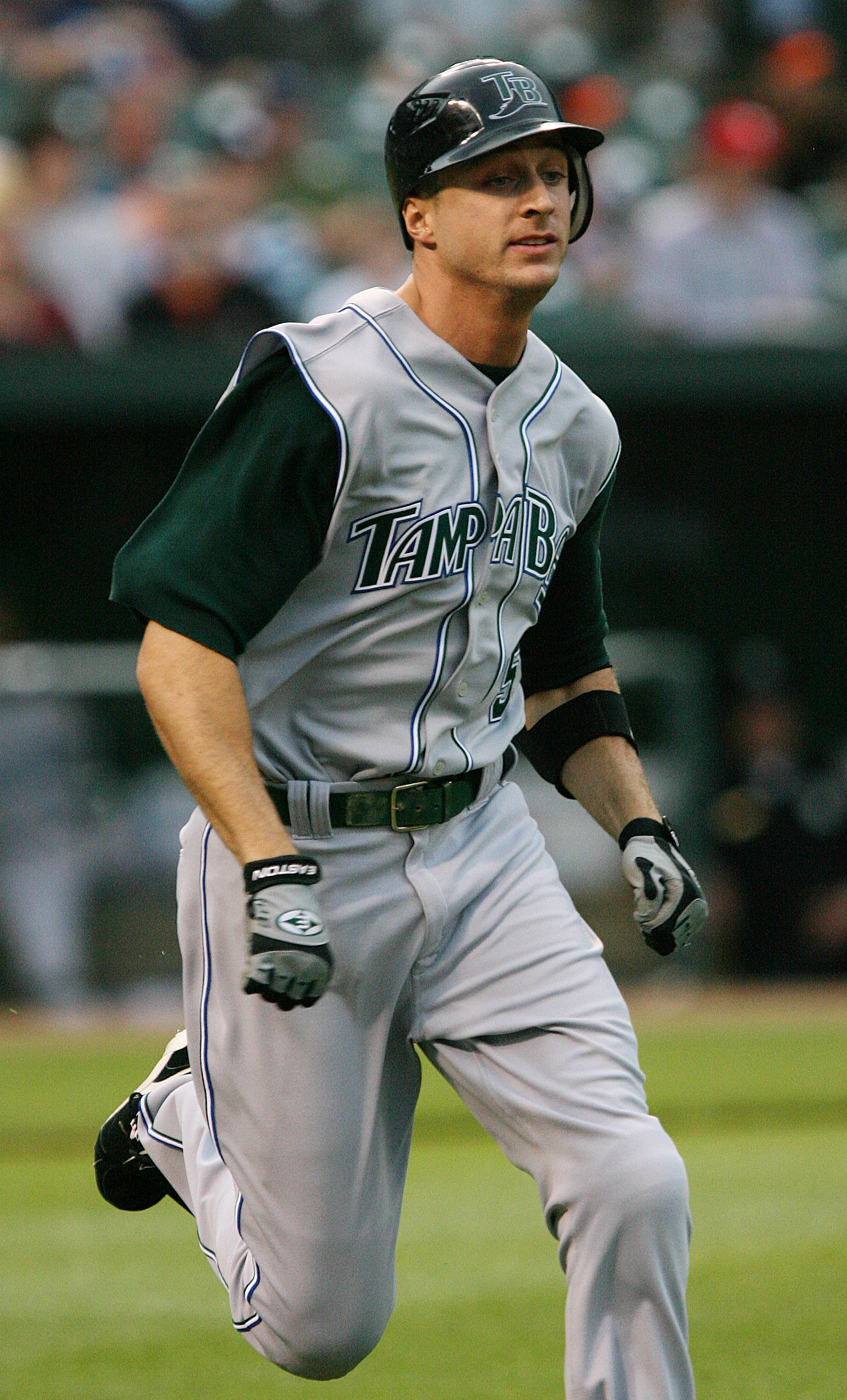
Rocco Baldelli avec les Rays de Tampa Bay.

Devenu agent libre, il signe le 8 janvier 2009 un contrat d'un an avec les Red Sox de Boston et s'aligne avec eux durant la saison suivante, frappant dans une moyenne au bâton de ,253 avec sept circuits et 23 points produits en 62 matchs.
En mars 2010, Rocco Baldelli est engagé par son ancienne équipe, les Rays de Tampa Bay, comme « assistant spécial » affecté au développement des jeunes joueurs de l'organisation. Ennuyé par les blessures et un état de santé précaire, Baldelli affirme n'avoir aucun plan précis quant à un retour comme joueur. Il joue finalement dix parties de saison régulière pour les Rays. En octobre, il apparaît dans un match de séries éliminatoires comme frappeur désigné et est blanchi en trois apparitions au bâton contre les Rangers du Texas.
Baldelli annonce sa retraite à l'âge de 29 ans en janvier 2011. Il se joint au personnel d'entraîneurs des Rays de Tampa Bay comme assistant spécial.
En 519 matchs joués en 7 ans dans le baseball majeur, dont 457 pour Tampa Bay, Baldelli affiche une moyenne au bâton de ,278 avec 531 coups sûrs, 60 circuits, 262 points produits, 281 points marqués et 60 buts volés.